# Ignác Ondříček
Ignác Ondříček (* 7. Mai 1807 in Krušovice; † 8. Februar 1871 in Prag) war ein tschechischer Geiger.
Ondříček war Violinschüler von Šimon Josef Antonín Pergler (1792–1834), der seit 1809 als Violinlehrer in Nowa Huta wirkte. Seit 1825 war er Assistent seines Lehrers und Mitglied in dessen Kapelle. 1839 kam er nach Prag, wo er von 1855 bis 1870 ein eigenes Orchester leitete. Von seinen zehn Kindern setzten zwei die musikalische Familientradition fort: der Geiger und Dirigent Jan Ondříček, Vater der Komponisten František Ondříček, und František Ondříček (1847–65), der die Orgelschule in Prag besuchte, aber bereits achtzehnjährig an Tuberkulose starb.